# Wildoner

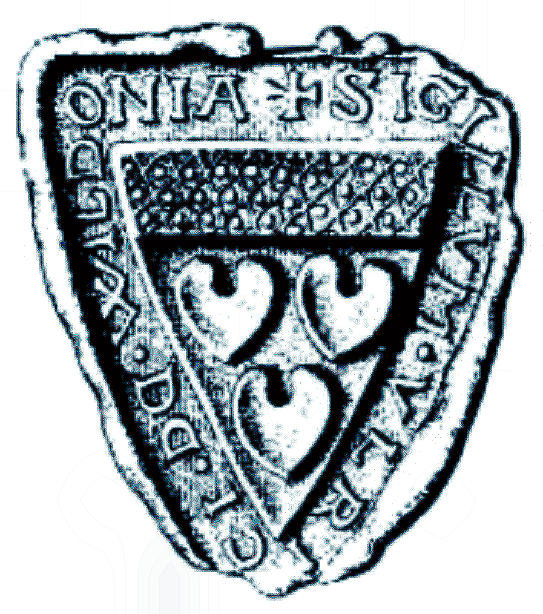
Wappen der Herren von Wildon 1242

Die Herren von Wildon (Wildoner, Wildonier, Herren von Wildonie) waren ein steirisches Ministerialengeschlecht, das die Geschichte der Steiermark im 12. und 13. Jahrhundert vor allem als Inhaber des erblichen Marschall- und auch des Truchsessenamtes wesentlich mitbestimmte. Als „Herzogmacher“ holten sie nach dem Aussterben der Babenberger 1246 die Ungarn, dann die Böhmen und schließlich 1276 die Habsburger ins Land. 1325 erlosch die Hauptlinie der Wildonier, eine Nebenlinie hielt sich auf Dürnstein (nördlich Friesach) bzw. in Arnfels bis 1387.

## Namensvariationen
Den Namen Wildon findet man in historischen Texten in vielen Variationen: Wildonie, Wildonia, Wildony, Wildonig etc.; den Namen der Wildonier auch als Wildonisere, Wildonisaere etc.

## Geschichte

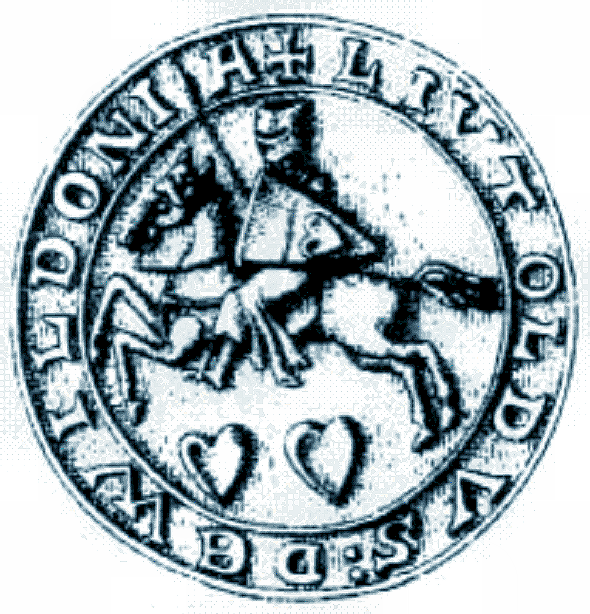
Liutold von Wildon 1237 (Münze)

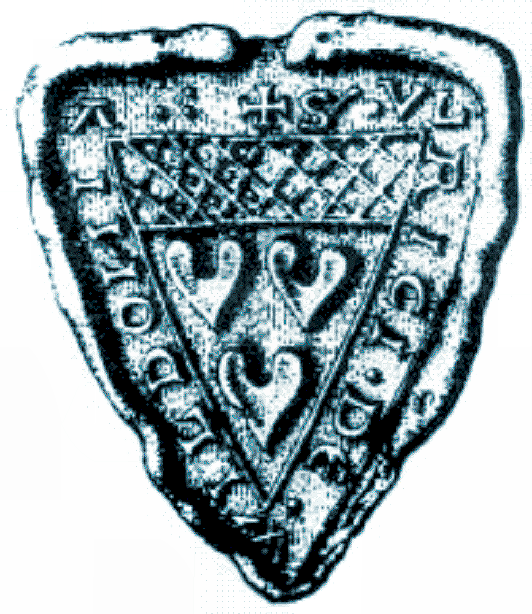
Wappen des Ulrich I. von Wildon 1237

Die Ahnherren der Wildonier waren im Traungau beheimatet: Richer von Eferding gehörte zur Sippe der Gundakare von Steyr, die schon vor 1122 adelige Dienstleute der Traungauer waren.
Markgraf Ottokar III. belehnte wohl vor 1140 Richer mit der Hengistburg, die allerdings schon teilweise dem Erzstift Salzburg gehörte und ihre politische Bedeutung verloren hatte. In den 1140er Jahren trug Richer das Prädikat „von Riegersburg“, nachdem er die Tochter des Traiseners Hartnid von Ort geheiratet hatte, der 1142 als „von Riegersburg“ belegt ist. Die Riegersburg war damals Zentrum einer riesigen Rodungsherrschaft, die im Nordwesten über Gleisdorf hinaus, im Osten bis zur ungarischen Grenze und im Süden über die Raab hinweg reichte.
Die Söhne Richers, Hartnid, Herrand und Richer, sind bis in die 1170er Jahre mit dem Prädikat „von Riegersburg“ belegt, verlegten aber ihren Hauptsitz wieder zurück in die Nähe der Hengistburg und nannten sich nach der von ihnen um 1170 auf dem Wildoner Schlossberg erbauten Burg „von Wildon“.

### Politik
Als 1236 Herzog Friedrich II. geächtet war, wandten sich die Wildonier Kaiser Friedrich II. zu und erlangten so mit den anderen steirischen und österreichischen Ministerialen Reichsunmittelbarkeit. 1239 gelang es Herzog Friedrich aber, die landesfürstliche Macht wieder zu erlangen, und die Wildonier fanden sich alsbald an seinem Hofe. Nach dem Erlöschen der Babenberger 1246 begünstigten sie zuerst die Ungarn als neue Landesfürsten, wandten sich aber 1259 von ihnen ab und hievten 1260 (Schlacht bei Kressenbrunn) die Böhmen in der Steiermark in den Sattel. Nach gewaltigem Ärger mit Ottokars Regentschaft (Burgenbauverbot 1265, Rückforderung landesfürstlicher Güter etc.) setzten sie in Rudolf von Habsburg ihre Hoffnung, halfen 1276 die Böhmen zu vertreiben und wurden dafür 1277 mit dem steirischen Marschallamt ausgezeichnet. Nach einigen Jahren an Herzog Albrechts Seite war 1291 nach König Rudolfs Tod die Zeit für einen Aufstand wieder gekommen, doch verloren die Wildonier den Kampf: Sie mussten 1294 ihre Feste Wildon abtreten und verloren stark an Einfluss. 

### Kunst
Ein bekannter Angehöriger des Geschlechtes ist Herrand von Wildonie (urkundlich 1248–1278), der außer als Politiker auch als Minnesänger in Erscheinung trat. Er war stark von seinem Schwiegervater Ulrich von Liechtenstein beeinflusst.

## Genealogie

### Vorfahren

#### Hengistburg
Richer von Eferding, „de Hengist“ (urk. 1130–1168), landesfürstlicher Ministeriale

#### Riegersburg
Hartnid von Traisen-Ort, 1142 „von Riegersburg“
A: Tochter, ⚭ Richer von Eferding-Hengist, ab 1140 „von Riegersburg“
B: Hartnid/Hertnit I., 1142–1175 „von Riegersburg“, 1173–1182 „von Wildon“
B: Herrand I. († ~1222), 1147–1175 „von Riegersburg“, 1174–1222 „von Wildon“
B: Richer I., 1147–1181 „von Riegersburg“, 1174/75–1189 „von Wildon“

### Wildon

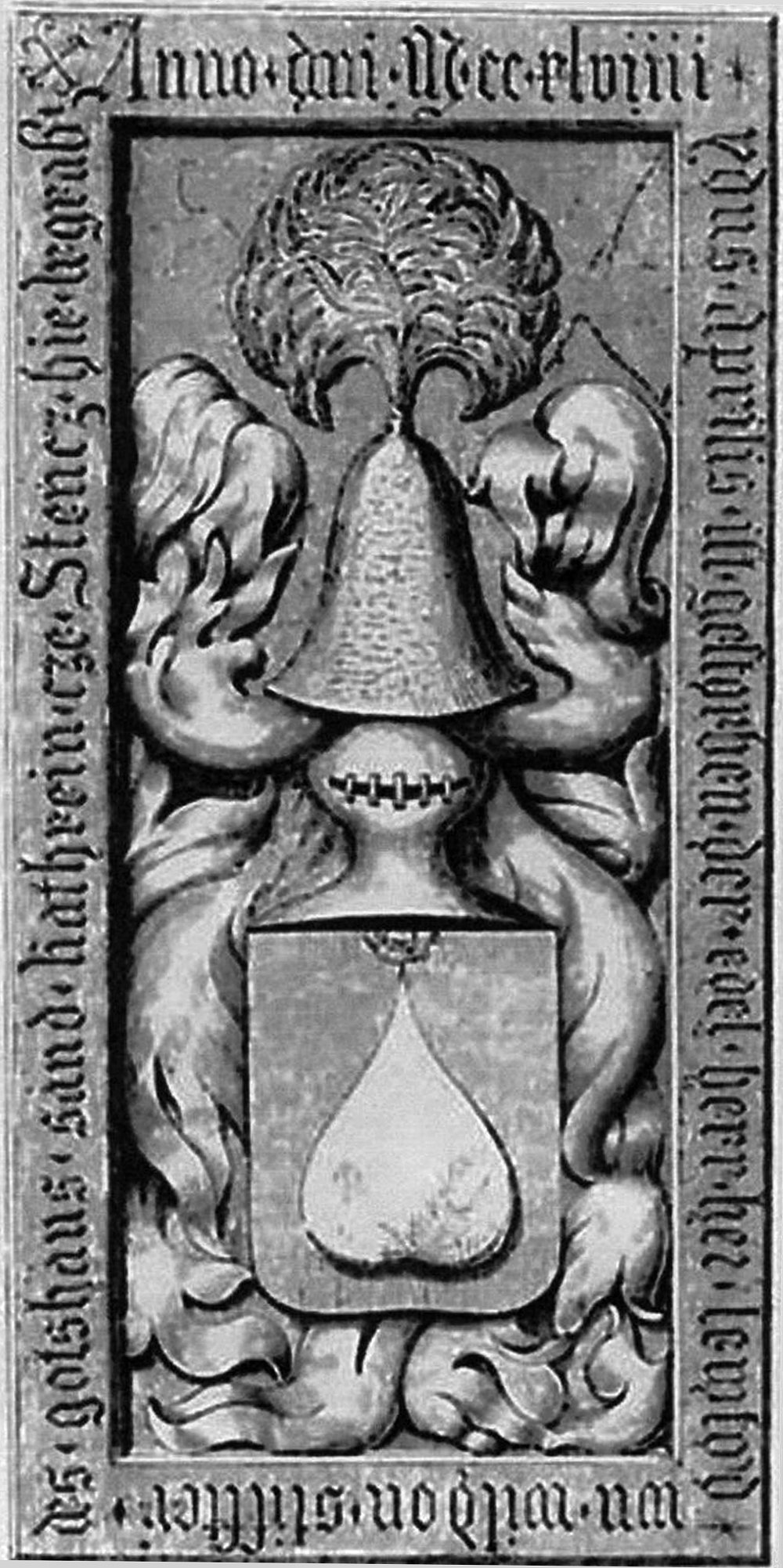
Wappengrabstein Leutold von Wildon

A: Hartnid I., Teilnahme Zweiter Kreuzzug (1147–49), 1173–1182 „von Wildon“, 1175 Eintritt ins Stift Admont, 1189 Dritter Kreuzzug, 1190 in Admonter Urkunde
A: Herrand I. († ~1222), 1174–1222 de Wildonie, 1191 „Truchsess“ des steirischen Herzogs, 1197–1215 Förderung des Johanniterordens (z. B. Schenkung Patronatsrecht zur Kirche Übersbach), 1195 „Marschall“, „Günstling“ Herzog Leopolds VI.; ⚭ 1174 Gertrude († vor 1189), Tochter Liutolds von Gutenberg und Elisabeths von Peilstein, ~1174 Entführung, Mitgift/Erbteil: Gutenberg, Waldstein und Weiz
B: Hartnid († 1220–1222), 1212 Zeuge bei Kaiser Otto IV. in Nürnberg, detto bei Friedrich II. 1213, 1219
B: Leutold/Liutold I. († 13. April 1249), 1225 „von Gutenberg“, 1235 Inhaber von Schloss Steyregg (OÖ) als Passauer Lehen (1241 an Albero V. von Kuenring-Dürnstein), 1236/37 bei Kaiser Friedrich II. in Graz und Wien, Ende 1239 bei Herzog Friedrich II., Gründung Chorherren-Stift Stainz 1229–1232/1244, Besitzer von Gutenberg, Waldstein und Weiz, wohl auch Ziegersberg, 1248 Bestätigung Stainz durch Papst Innozenz IV.; ⚭ Agnes von Traberch (Unterdrauburg) († 19. Juli 1272)
C: Gertrude, ⚭ Albero V. von Kuenring-Dürnstein, übernimmt 1249 obere Feste Riegersburg, ebenso Ziegersberg, Gutenberg und Weiz
D: Leutold I.
D: Albero VI.
D: Heinrich IV.
C: zwei Töchter
C: Agnes, ⚭ Otto von Liechtenstein
B: Ulrich I. († ~1262), 1236/37 bei Kaiser Friedrich II. in Graz und Wien, Ende 1239 bei Herzog Friedrich II., 1249 Fälschung Kaiserdiplom (Vermutung), mit Söhnen Ungarn-Sympathisant, 1259 Abkehr von Ungarn, 1260 (Schlacht bei Kressenbrunn) auf Seiten von König Ottokar II. (Böhmen), 1260 „Marschall“
C: Herrand II. (urk. 1245 bis 1278), Minnesänger, Anhänger von Bischof Ulrich von Seckau im Kampf gegen Philipp von Spanheim, 1258 Niederlage bei Radstadt, Ungarn-Sympathisant, 1259 Abwendung, 1260 auf Seiten Ottokars II. von Böhmen, vor 1262 mit Schwiegervater von Wok von Rosenberg als „Missvergnügter“ denunziert, 1267 „Truchsess“, 1269 mit Bruder Hartnid als Verräter eingekerkert(?), Verlust der Burgen Eppenstein, Gleichenberg und Primaresburg; Gleichenberg und Primaresburg geschleift, 1276 Reiner Schwur; ⚭ 1260 Perchta, Tochter von Ulrich von Liechtenstein
D: Ulrich II. († nach 1300, kinderlos), „von Eppenstein“,  1279–1286 „Truchsess“; ⚭ vor 1280 Margarethe, Tochter von Wulfing von Trennstein/Trevenstein und der Diemud von Liechtenstein
E: Wulfing († früh)
D: Herrand III., urk. 1281–1292
E: Sophie († vor 1312), urk 1301
C: Hartnid III. († ~1302) ab 1268/69 Mitstreiter seines Bruders Herrand II. gegen König Ottokar II., 1269 von König Ottokar II. eingekerkert, nimmt 1274/75 Kontakt auf mit König Rudolf I., muss vor König Ottokar flüchten, 1276 Mitstreiter gegen böhmische Herrschaft, 1277 „Marschall von Steier“ – damit verbunden Burg und Herrschaft Frauheim/Fram sowie Güter im Sölktal, unterstützt 1291 Herzog Albrecht I. gegen Ungarn (Güssinger Fehde), Dezember 1291 Hauptverschwörer im Landsberger Bund neben Friedrich von Stubenberg gegen Herzog Albrecht; Niederlage: 1292/94 Herrschaft Gleichenberg an Walseer verpfändet (1302/12 verkauft), 1294 Zwangsverkauf von Burg und Landgericht Wildon, Belehnung mit Schloss Eibiswald; ⚭ Agnes
D: Richer III. († vor 1308), urk. 1277–1302
E: Elisabeth, Nonne in Mahrenberg (siehe Seifried von Mahrenberg)
E: Margareth
D: Hartnid IV. (†† 1325), urk. 1285–1302 mit Vater, ab 1305 ohne ihn, Stammsitz Eibiswald, 1292 im Landsberger Bund Kampf gegen Herzog Albrecht bei Leoben, 1302–1325 „Marschall der Steiermark“, 1305 Erlaubnis an Bischof Ulrich von Seckau, den Burgstall Bischofegg (nahe Eibiswald) zu bauen, 1308 Verkauf Weinburg an Walseer, 1319 in Gesandtschaft König Friedrichs in Oberitalien, 1325 Erlöschen, Erben: Herren von Pettau-Friedau; ⚭ Elisabeth († nach 1325)
E: Töchter
D: Ulrich III. († nach 1314), „von Waldstein“, 1305 Waldstein an Rudolf von Ras, dann an Bruder Hartnid IV. vermacht, letztendlich verkauft an Ulrich I. von Walsee-Graz, 1305/1308 Verkauf von Weinburg an Ulrich I. von Walsee-Graz, 1308 Verkauf Eichfeld an Ulrich von Walsee; ⚭ Mechthild († nach 1341), Tochter Rudolfs von Ras, kinderlos
D: Elsbet
C: Leutold II. († vor 1277), urk. 1254–1277, „von Dürnstein“  (Tyerenstain/Diernstein/Tiernstein; nördlich Friesach), ⚭ wohl mit Erbtochter von Gottfried von Dürnstein (wahrscheinlich stammesverwandt)
D: Leutold III., der „Wildoner von Dürnstein“, urk. 1287–1301, 1292 Verlust Salzburger Lehen Neuhaus Wildon, 1293 Verkauf der Vogtei über Sankt Marein bei Neumarkt an Bischof Heinrich von Lavant, 1298 Tauschverhandlungen Dürnstein gegen Arnfels mit König Albrecht, 1298 Eintausch Dürnstein für Arnfels, 1299 Verkauf Dürnstein an Herzog Rudolf III.; ⚭ 1287 I. Elisabeth (urk. 1288), Tochter von Konrad Eisenpeutel, ⚭ 1301 II. Margarethe
E1: Konrad (bis 1355)
E1: Leutold (1301 bis 1315)
E1: Heinrich (1301 bis 1312)
E1: Juta
E2: Hertneid
E2: Turse  
F: Marquard Turs/Turse († ~1387)
C: NNw, ⚭ Alram von Feistritz (Schloss Feistritz) 1270
B: Richer († ~1220)
A: Richer I., Teilnahme Zweiter Kreuzzug (1147–49), 1174–1189 „von Wildon“, wohl † 1189 im Dritten Kreuzzug

#### Weitere Angehörige des Geschlechtes
A: Gertrud von Wildon, ⚭ Dietmar von Offenburg, Bruder von Ulrich von Liechtenstein
B: Hartnid von Lichtenstein-Offenberg († 1298), Bischof von Gurk
- Gertrud von Wildon, ⚭ Wulfing von Stubenberg († 1230)

## Wappen
Wappenmotiv der Wildonier war das Seeblatt, das Blütenblatt der Seerose.
In der Schlacht bei Kressenbrunn 1260 führte der alte Ulrich von Wildon das steirische Landesbanner, in dem die Wappenfarben der Wildonier, Weiß und Grün, die alten Landesfarben Schwarz und Weiß schon verdrängt hatten. Ulrichs Vater Herrand I. führte 1195 schon den Panther in seinem Siegel.

## Besitzungen
Burgen und Herrschaften:
- Steyregg (bis 1241)
- Hengistburg (vor 1140? bis 1294?)
- Riegersburg, obere Feste (~1140 bis 1249)
- Kornberg[12] (bis 1308)
- Gleichenberg (Altgleichenberg, heute „Meixnerstube“, vor 1185 bis 1302/12)
- Alt-Wildon (~1170–1294)
- Neu-Wildon (Neues Haus), Salzburger Lehen
- Kirchschlag[13] (~1180 gegründet, bis 1240)
- Ziegersberg[14] (Zöbern, um 1256)
- Gutenberg[15] (1210–1261)
  - Waldstein (1210–1305)
  - Weiz (1210–1261)
- Stainz (bis 1229)
- Wessenstein (1245)
- Krems (fraglich)[16]
- Weinburg (vor 1211 bis 1308)
- Laubegg (~1236–1302/08)
- Neudorf (ob Wildon) (vor 1147 bis vor 1298?)
- Herbersdorf[17] (um 1147)
- Eppenstein (12xx–1300)
- Primaresburg (1190–~1300), Lehen von Stift St. Lambrecht
- Eibiswald (1294–1332)
- Dürnstein (1192–1298)
- Fram/Frauheim (nicht gesichert, sw. Maribor, 1277–1325), mit Marschallamt als Amtslehen verbunden; ebenso:
  - Besitzungen im Sölktal (1277–1325)
- Wildbach[18] (wohl bis 1325)
- Arnfels[19] (1298–1318?)

## Stiftsgründungen
- Stift Stainz durch Leutold I.

## Marktgründungen
- Wildon
- Gnas
- Stainz
- Weiz (eher aber schon von Liutold von Gutenberg gegründet)